# مشاري غنام
مشاري غنام (مواليد 15 سبتمبر 1998) هو لاعب كرة قدم كويتي، لنادي الكويت، كما ظهر مع منتخب الكويت الوطني في عدة مناسبات دولية.

## المسيرة الرياضية
بدأ مشاري مسيرته في الفئات السنية لنادي الكويت، قبل أن ينضم للفريق الأول عام 2018 ويصبح عنصرًا أساسيًا بفضل قدراته البدنية والتكتيكية في خط الوسط. يرتدي الرقم 3 ويبلغ من العمر 26 عامًا، ويُقدّر قيمته السوقية بحوالي 275 ألف يورو.

## دوري المنتخبات
شارك مشاري مع المنتخب الكويتي خلال تصفيات كأس العالم 2026، وتم تسجيل مشاركاته في أكثر من مباراة دولية رسمية، مما يؤكد حضوره المعتمد في صفوف "الأزرق".

## الإصابات
تعرض لموقف غياب مؤقت عن الملاعب دام 20 يومًا، ما أدى إلى تغيّبه عن حسابات المنتخب في جولة مباريات مهمة خلال التصفيات، بناءً على إعلان رسمي من الاتحاد الكويتي لكرة القدم.